# ウォータードラゴン属

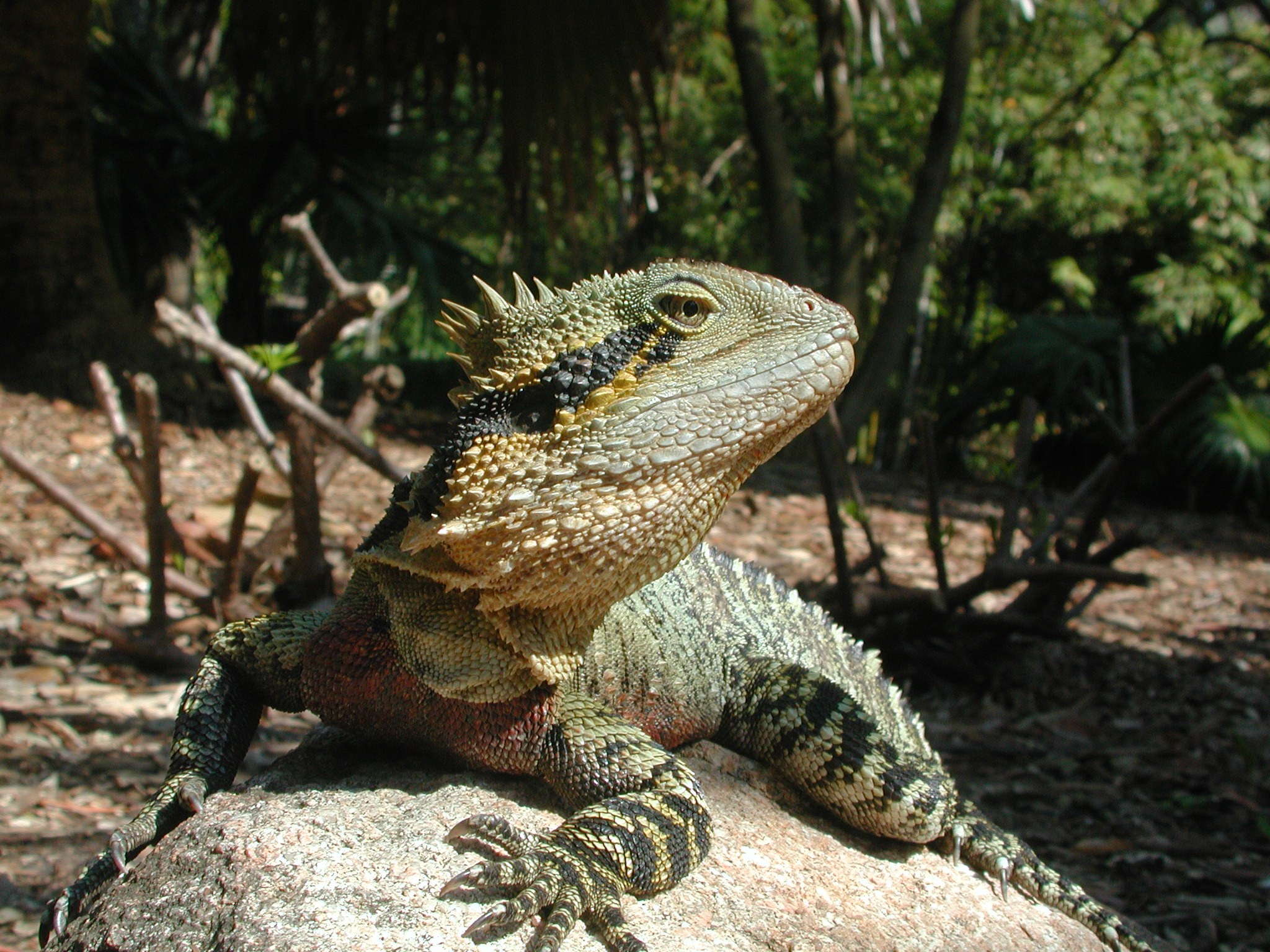
ヒガシウォータードラゴン Physignathus lesueurii

ウォータードラゴン属 (Physignathus) は、爬虫綱有鱗目トカゲ亜目アガマ科に属する属の1つ。

## 分布
- P. cocincinus インドシナウォータードラゴン

中国南部、カンボジア、タイ、ベトナム
- P. lesueurii ヒガシウォータードラゴン

オーストラリア東部

## 形態
成体のオスには頭頂部や背面、尾にタテガミ状の鱗（クレスト）が発達する。
- P. cocincinus インドシナウォータードラゴン

全長60-90cm。体色は青みがかる緑色。ある程度の変色能力を持つ。中国に分布するものは明らかに別種であり、今後の研究が待たれる。
- P. lesueurii ヒガシウォータードラゴン

全長70cm。体型はがっしりしている。目から頚部にかけて黒い帯模様が入る。喉や腹部が赤やオレンジに染まる個体もいる。やや小型の亜種がいる。
インドシナ、ヒガシ共に研究が著しく遅れていて、この動物だけに注目する研究者がいないという状態である。中国産のクレストが発達した P. cocincinus は明らかに基本種と形態および性質が異なり別種であることは明らかである。離島産のものも若干の形態差があるものがあり、研究の前に産地が消滅してしまうなどして絶滅に瀕している。分類上もっとも近縁なのはモリドラゴンのグループであり、地表性の性質が強い物をウォータードラゴンとしている。川沿いの開けた森林に分布するのでウォーターの名称がついたと思われる。

## 生態
水辺の森林に生息し、半樹上棲で水上にはりだした木の上に入ることが多い。ウォータードラゴンの名前のとおり泳ぎや潜水が上手く、驚くと水中に飛びこんで逃げる。地上では後肢だけで立ちあがり走って逃げることもある。収斂現象として同じような環境に生息するイグアナ科のバシリスク属がいる。
食性は肉食性の強い雑食性で昆虫、両生類、魚類、小型爬虫類、小型の鳥類、小型哺乳類、花、果実等を食べる。繁殖形態は卵生。

## 分類
- Physignathus cocincinus　インドシナウォータードラゴン　Chinese water dragon
- Physignathus lesueurii　ヒガシウォータードラゴン　Australian water dragon

## 人間との関係
ペット用として輸入されることがある。インドシナウォータードラゴンは野生個体、繁殖個体共に流通し、ヒガシウォータードラゴンは繁殖個体が流通する。
驚くとケージ内を走り回り吻端をつぶしてしまうため、飼育には広いケージと落ち着いた環境が必要。また水辺の高温多湿の環境を好むため全身が浸かる事のできる水容器や全体を保温する設備も必要になる。